# Justin Fleming
Pour les articles homonymes, voir Fleming.
 (décembre 2014).
Justin Fleming, né 1953 à Sydney, est un écrivain australien.
Il a étudié au Saint Ignatius College, Riverview à Sydney, à l'Université de Sydney, à l'Université de Dublin et au University College London.
Il a été pendant quelques années avocat avant de se consacrer à plein temps à l'écriture.
Ses pieces de théâtre ont été produites et éditées au Royaume-Uni, États-Unis, Canada, France, Australie, Belgique et Pologne. Son histoire du common law, Barbarism to Verdict, contient un avant-propos de John Mortimer, QC. Ses scénarios de film incluent le Lord Devil (pour Anthony Buckley Films) et Nellie (pour la Melba Foundation).
En 1983, à l'Opéra de Sydney, Robert Helpmann a tenu le premier rôle pour la Sydney Theatre Company dans la première mondiale de "The COBRA" de Fleming. L'interprétation, par Helpmann, du vieux seigneur Alfred Douglas, réfléchissant amèrement sur son rapport jeune notoire avec Oscar Wilde, a été décrit comme inoubliable.
Le dramaturge a été décrit par Harold Pinter comme un "auteur d'autorité et de distinction" ; avec Pinter admirant particulièrement son portrait étonnamment réussi de Samuel Beckett, "Le Piano Brulé"  (Burnt Piano).
Fleming s'est vu attribuer deux fois un atelier à la Cité internationale des arts, à Paris, où il a écrit le Piano Brulé, The Starry Messenger et Coup d'État. 

## Œuvres
- Nonfiction
  - All That Brothers Should be
  - Paris Studio
  - Barbarism to Verdict - A History of the Common Law, foreword by John Mortimer, QC.
  - The Vision Splendid - A History of Carroll & O'Dea 
  - The Crest of the Wave - A history of Waverley College 1903-2003
  - The Wave Rolls on - Waverley College Old Boys' Union 1908-2008 - format edited by Col Blake
- Scripts
  - The Nonsense Boy
  - Junction (Coup d'État & Other Plays)
  - The Cobra
  - Burnt Piano (Coup d'État & Other Plays)
  - Hammer
  - Kangaroo (Coup d'État & Other Plays)
  - Coup d'État & Other Plays
  - Indian Summer
  - The Department Store (Coup d'État & Other Plays)
  - Burnt Piano - Le piano brûlé; traduit de l'anglais par Jean-Pierre Richard.
  - Laid in Earth, (Queensland Music Festival 2009 - Music by Damian Barbeler)
  - Satango
  - Coup d'État, traduit de l'anglais par Jean-Pierre Richard[2].
  - Harold in Italy
  - The Myth of the Passive Citizen
  - The Starry Messenger (Coup d'État & Other Plays)
  - The Cobra (Coup d'État & Other Plays)
  - Her Holiness - With Melvyn Morrow. (Origin Theatrical Pty. Ltd.)
  - Tartuffe (The Hypocrite) - Melbourne Theatre Company 2008